# Etymosphaerion unicolor
Etymosphaerion unicolor is een keversoort uit de familie boktorren (Cerambycidae). De wetenschappelijke naam van de soort is voor het eerst geldig gepubliceerd in 1975 door Martins & Monné.